# Tom Böttcher

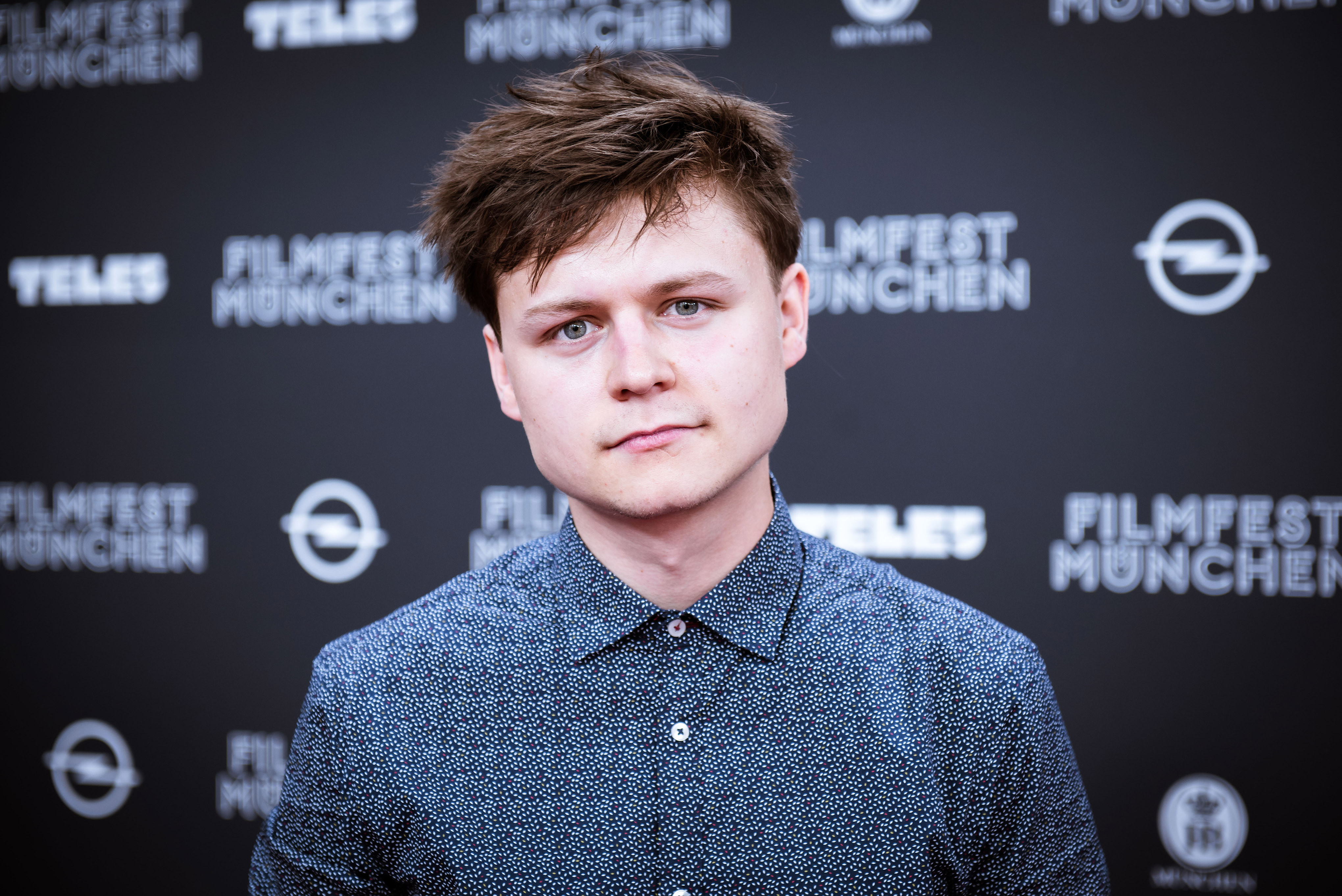
Tom Böttcher – 2018 auf dem Filmfest München

Tom Böttcher (* 3. November 1994 in Rostock) ist ein deutscher Schauspieler und Influencer.

## Leben
Tom Böttcher wuchs in Hamburg auf und machte dort 2013 sein Abitur. Seine ersten Schauspielerfahrungen sammelte er im „Backstage-Jugendclub“ am Deutschen Schauspielhaus in Hamburg. Dort wurde er 2012 von einem Schauspielagenten entdeckt und bekam so seine erste Episodennebenrolle in der Folge Gefährliches Spiel der ZDF-Krimireihe Stubbe – Von Fall zu Fall als Sonderling Mirco.
Es folgten Rollen in Kurzfilmen und Fernsehproduktionen. Im Oktober 2014 nahm er sein Schauspielstudium an der Filmuniversität Potsdam „Konrad Wolf“ auf. Auch während seines Studiums stand er immer wieder vor der Kamera, so 2015 in der ARD-Fernsehreihe Die Eifelpraxis in der Hauptrolle des Paul Mundt. Er war in Episodenrollen in verschiedenen Fernsehserien zu sehen. 
Im Oktober 2022 ging Böttcher auf dem Videoportal TikTok mit real nachgestellten Puppenspiel-Videos nach dem Vorbild der Augsburger Puppenkiste viral und ist seitdem auf diversen Plattformen als Produzent kurzer Webvideos aktiv. Im April 2023 gewann Böttcher für seine Werke den Social-Media-Preis der „Goldenen Blogger“ in der Rubrik „Newcomer“.
Im August 2024 erreichte sein YouTube-Kanal 200.000 Abonnenten.
Tom Böttcher lebt in Hamburg.

## Filmografie (Auswahl)
- 2013: Stubbe – Von Fall zu Fall (Fernsehreihe, Folge Gefährliches Spiel)
- 2013: Die Pfefferkörner (Fernsehserie, Folge Der verschwundene Engel)
- 2014: Platinum (Kurzfilm)
- 2014: Eine Prise Oskar (Kurzfilm)
- 2015: Das goldene Ufer (Fernsehfilm)
- 2017: SOKO München (Fernsehserie, Folge Späte Ruhe)
- 2017: Ein Weg (Film von Chris Miera, Rolle: Max Haller (älter))
- 2017–2019: Die Eifelpraxis (Fernsehreihe, 9 Folgen)
- 2018: Letzte Spur Berlin (Fernsehserie, Folge Liebesverrat)
- 2019: Luft (Kurzfilm)
- 2019: SOKO Potsdam (Fernsehserie, Folge Verlorene Söhne)
- 2019: SOKO Köln (Fernsehserie, Folge In unserem Veedel)
- 2019: SOKO Stuttgart (Fernsehserie, Folge Skate or die)
- 2019: Stenzels Bescherung (Fernsehfilm)
- 2020: Notruf Hafenkante (Fernsehserie, Folge Lebensmüde)
- 2021: In aller Freundschaft (Fernsehserie, Folge Offene Rechnung)
- 2021: Blutige Anfänger (Fernsehserie, Folge Meine Mama Stefan)
- 2021: Großstadtrevier (Fernsehserie, Folge Endlose Liebe)
- 2021: Die wahre Schönheit
- 2022: Love Addicts (Fernsehserie, Folge Der kleine und der große Tod)
- 2023: Bettys Diagnose (Fernsehserie, Folge Fehleinschätzungen)
- 2023: Darlings (Fernsehfilm)
- 2023: Die Ukuelige (Kurzfilm)
- 2023: Paradise (Fernsehfilm)
- 2023: Rapunzel und die Rückkehr der Falken (Fernsehfilm)
- 2024: Der Bergdoktor (Fernsehserie, Folge Schuld)
- 2024: Sterben (Kinofilm)
- 2024: Die Kanzlei (Fernsehserie, Folge Unter Druck)